# Klenovnik
Klenovnik je općina u Hrvatskoj.

## Zemljopis
Općina je smještena pretežito na južnim obroncima Ravne gore na sjeveru Hrvatskog zagorja, u blizini Ivanca (8 km), Lepoglave (14 km), Trakošćana (28 km) i Varaždina (25 km). Nalazi se na zapadu Varaždinske županije, a prostire se na 26 km2, odnosno zauzima 2,1% površine Varaždinske županije. Graniči s općinama Donja Voća, Ivanec, Maruševec i Lepoglava.

## Stanovništvo
Po popisu stanovništva iz 2001. godine, općina Klenovnik imala je 2278 stanovnika, raspoređenih u 6 naselja:
- Dubravec – 470
- Goranec – 40
- Klenovnik – 1051
- Lipovnik – 418
- Plemenšćina – 141
- Vukovoj – 158

| broj stanovnika | 1688  | 1916  | 1971  | 2411  | 2694  | 2920  | 3059  | 3653  | 3523  | 3452  | 3223  | 2952  | 2740  | 2487  | 2278  | 2022  | 1793  |
|                 | 1857. | 1869. | 1880. | 1890. | 1900. | 1910. | 1921. | 1931. | 1948. | 1953. | 1961. | 1971. | 1981. | 1991. | 2001. | 2011. | 2021. |

| broj stanovnika | 967   | 1069  | 1042  | 1354  | 1502  | 1646  | 1673  | 2138  | 2007  | 1498  | 1377  | 1252  | 1198  | 1187  | 1051  | 982   | 925   |
|                 | 1857. | 1869. | 1880. | 1890. | 1900. | 1910. | 1921. | 1931. | 1948. | 1953. | 1961. | 1971. | 1981. | 1991. | 2001. | 2011. | 2021. |

## Poznate osobe
- Ivan Hojsak, hrvatski ekonomist i autor knjige "Rodoslovlje obitelji Drašković".
- Ivan Knežević, pjesnik, slikar i kolekcionar

## Spomenici i znamenitosti
- Dvorac Klenovnik

## Kultura
- KUD Klenovnik

## Šport
- NK Klenovnik
- Karate klub Klenovnik

## Vanjske poveznice
- Službene stranice